# 南極睡鯊
南極睡鯊（學名：Somniosus antarcticus）為一種生活於深海水深 400 ~ 1,100 公尺處的夢棘鮫科鯊魚，棲息於大西洋、印度洋與太平洋南方。體長可達4.4米（14英尺），屬於伏擊型掠食者，以頭足綱（尤其是大王酸漿鱿）與魚類為主食，但其胃中偶爾也可發現海洋哺乳動物與鳥類的殘骸。南極睡鯊時常在漁業捕捉大西洋胸棘鯛和小鱗犬牙南極魚時遭到誤捕，目前尚不可知這樣的行為會對南極睡鯊造成多大的威脅。
南極睡鯊在之前一直被認為是小頭睡鯊（Somniosus microcephalus）或是太平洋睡鯊（Somniosus pacifius），一直到 2004 年才被確認為一新種。